# City Lights
City Lights песма је белгијске певачице Бланш са којом ће представљати Белгију на Песми Евровизије 2017. у Кијеву.

## Spoljašnje veze
- Zvanični video-zapis pesme na Jutjubu